# Musée Bandini

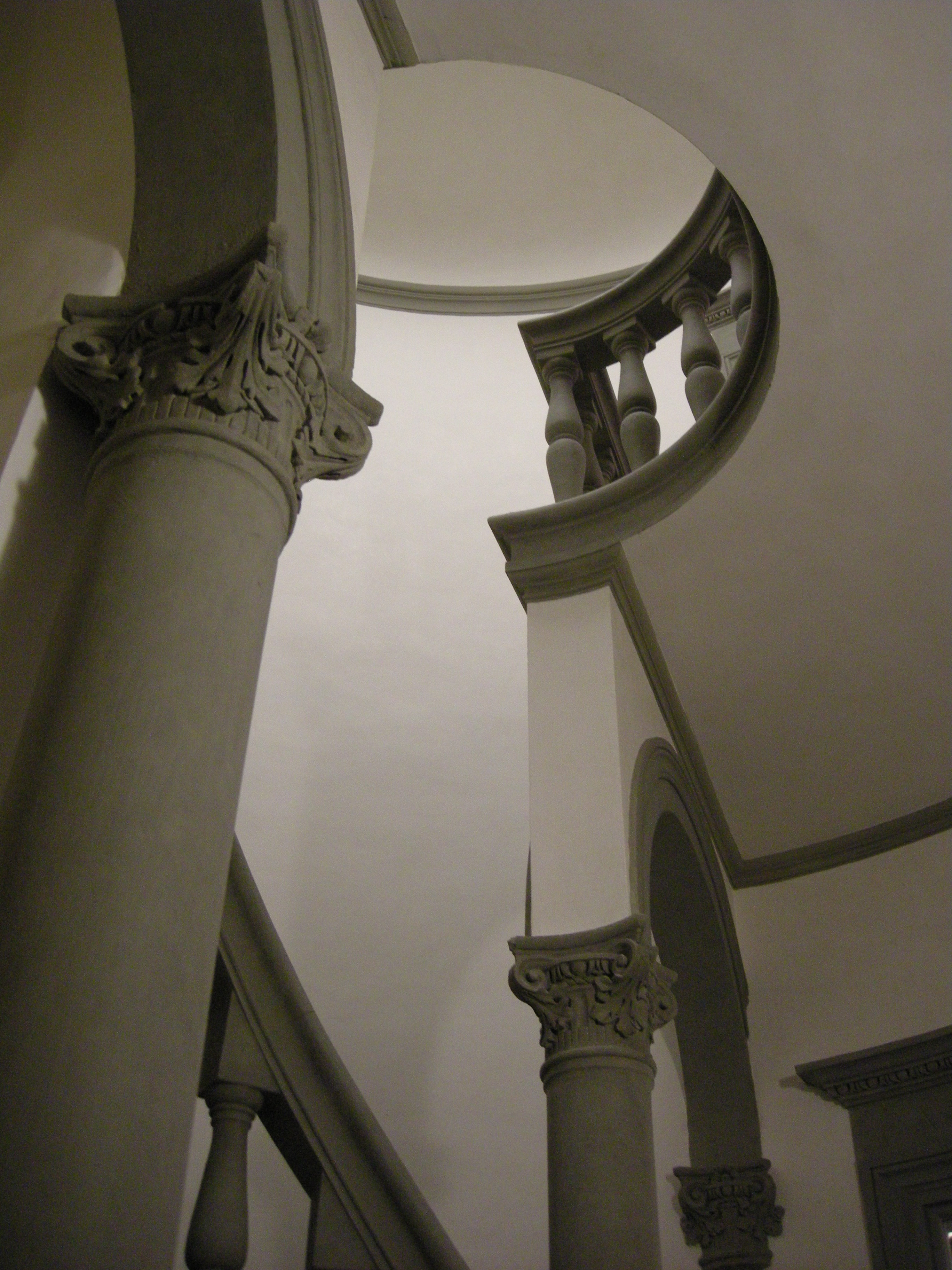
Les salles se répartissent sur plusieurs étages (escalier de pierre).

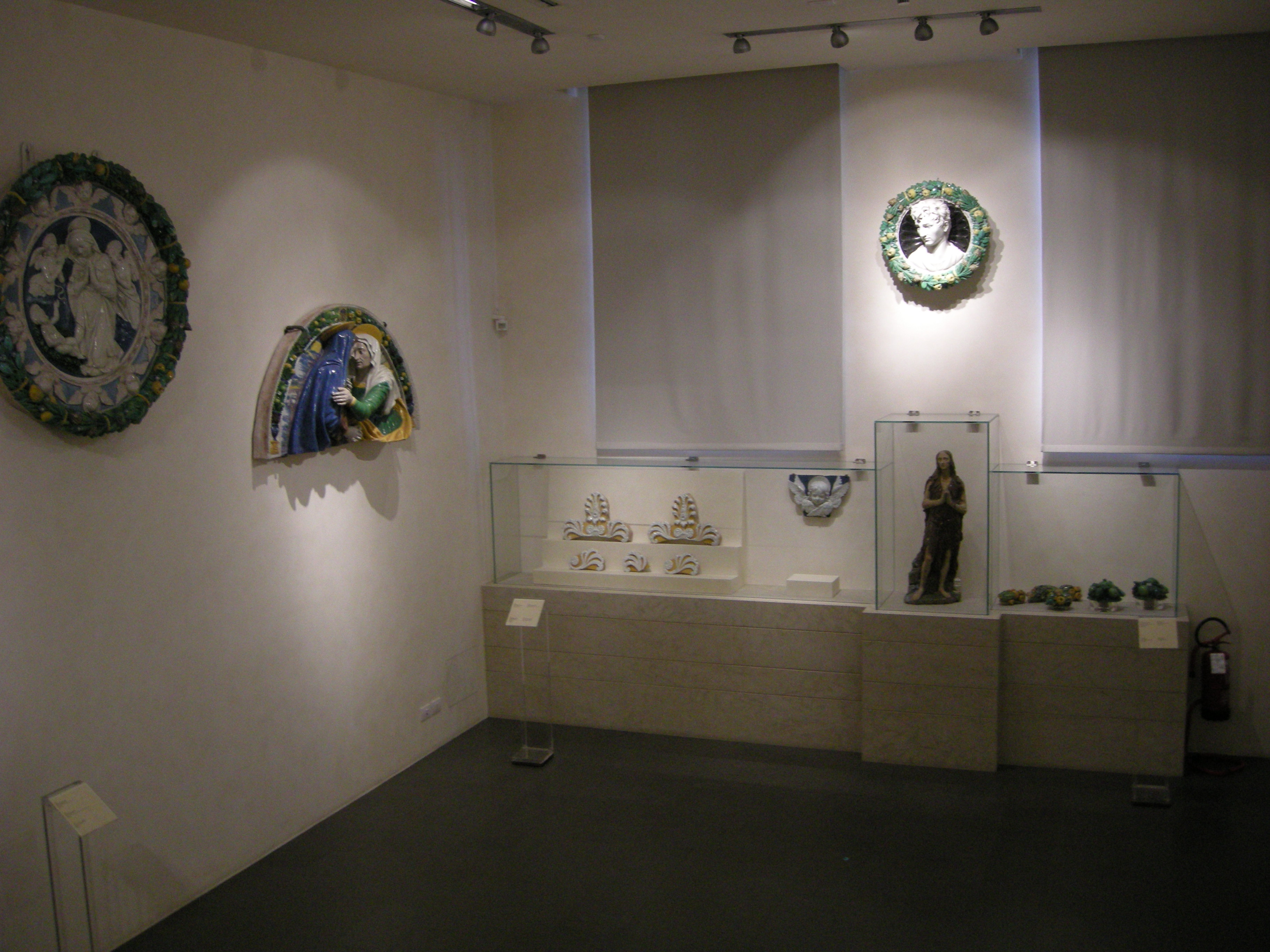
Salle des Della Robbia.

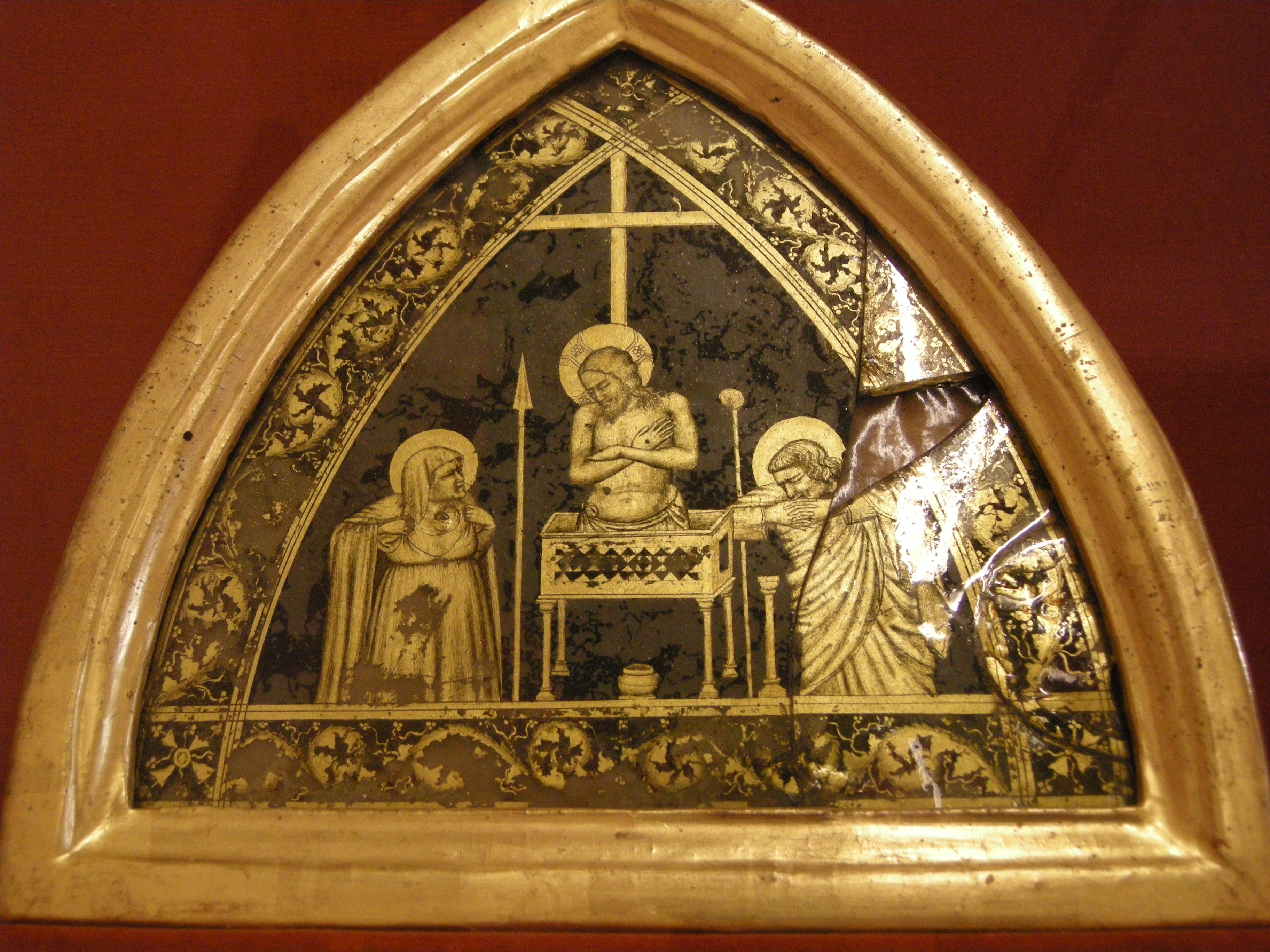
Vitrail doré.

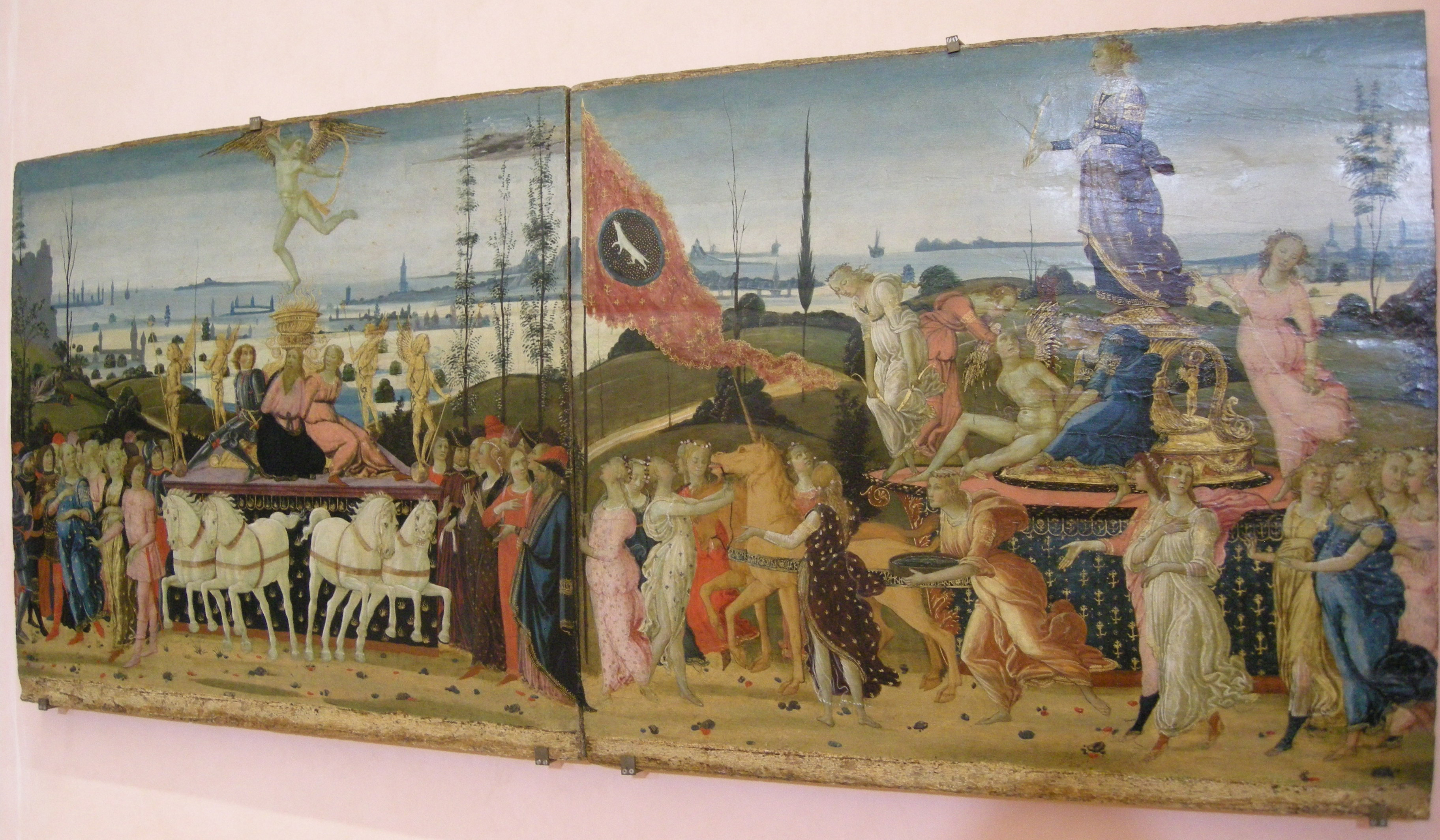
Jacopo del sellaio, Trionfo dell'amore e della pudicizia (1480-1485).

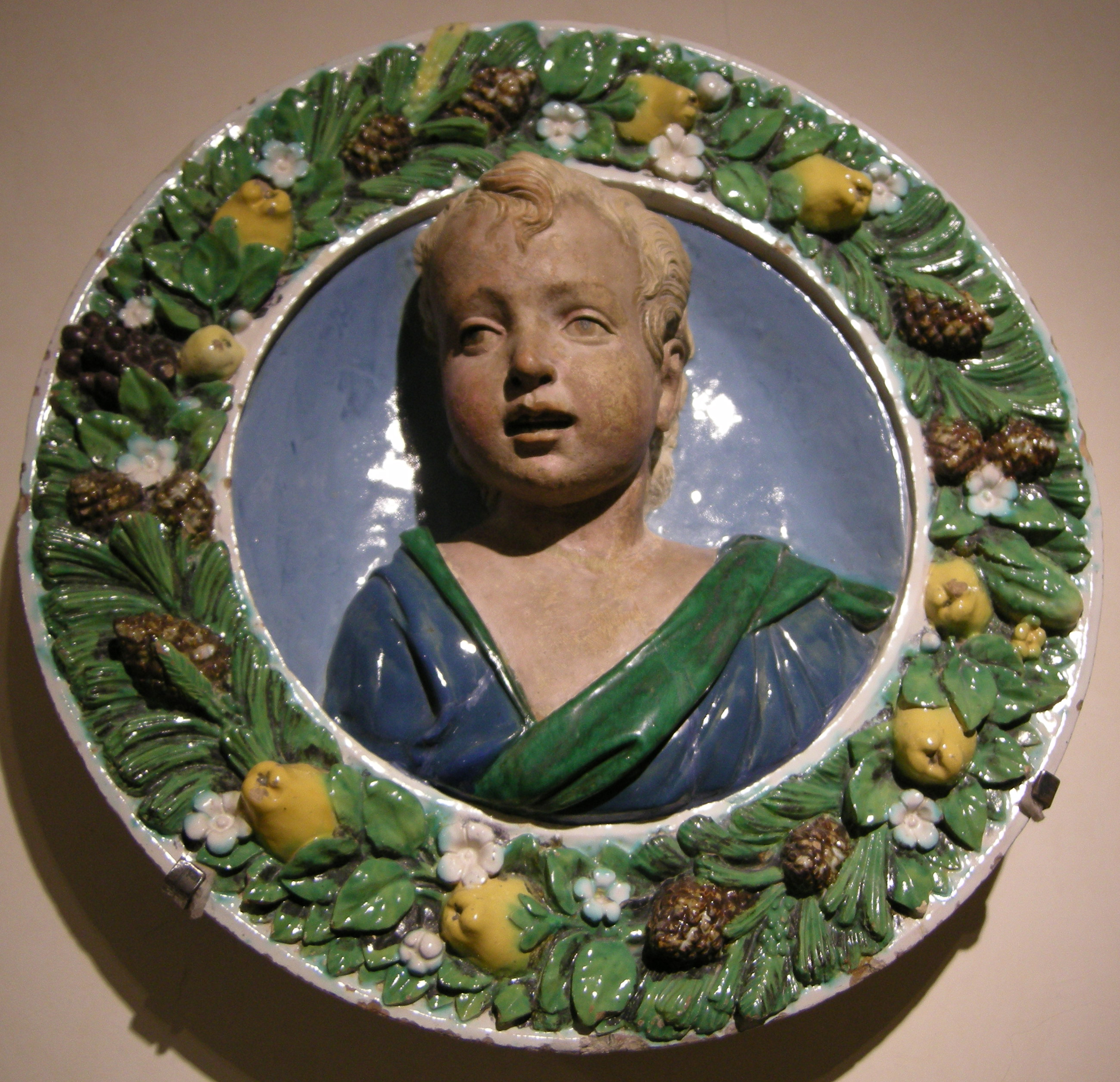
Luca della Robbia le jeune, Figure idéale d'enfant dit « le Jeune Saint Jean ».

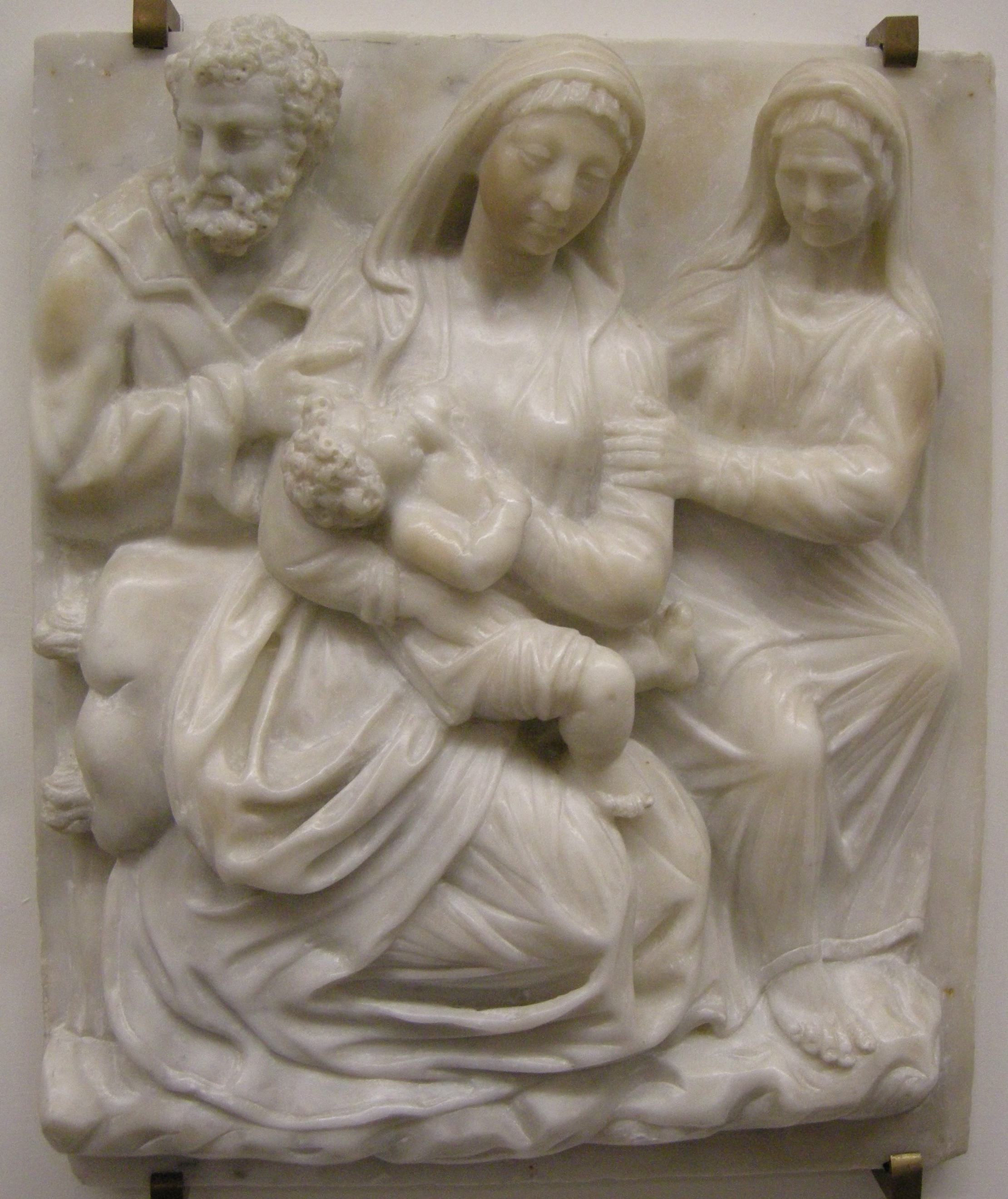
Bas-relief de marbre.

Meuble marqueté et panneau peint du style de Fra Bartolomeo.

Le musée Bandini (en italien, Museo Bandini) est un musée de Fiesole, près de Florence en Toscane, qui expose les collections du religieux Angelo Maria Bandini léguées par testament au diocèse de Fiesole en 1795, cinq ans avant sa mort.

## Historique
En 1913, l'architecte Giuseppe Castellucci définit l'édifice actuel adossé à la cathédrale, qui devint ensuite le siège du musée accueillant les collections d'Angelo Maria Bandini, léguées par lui :
- Terres cuites alla robbiana (Effigie del giovane detto sant'Ansano d'Andrea Della Robbia),
- Travaux sculptés,
- Fragments de sculpture,
- Pièces de mobilier marquetés,
- bas-reliefs en marbre et steatite
- Vitrail doré du XVe siècle représentant une Pietà.

## Parcours muséal

### Première salle
Les œuvres à fond d'or exposées montrent le goût marqué au XVIIIe siècle pour les primitifs italiens. Y sont exposées également des pièces d'ivoire et des vitraux.

Crucifix peints
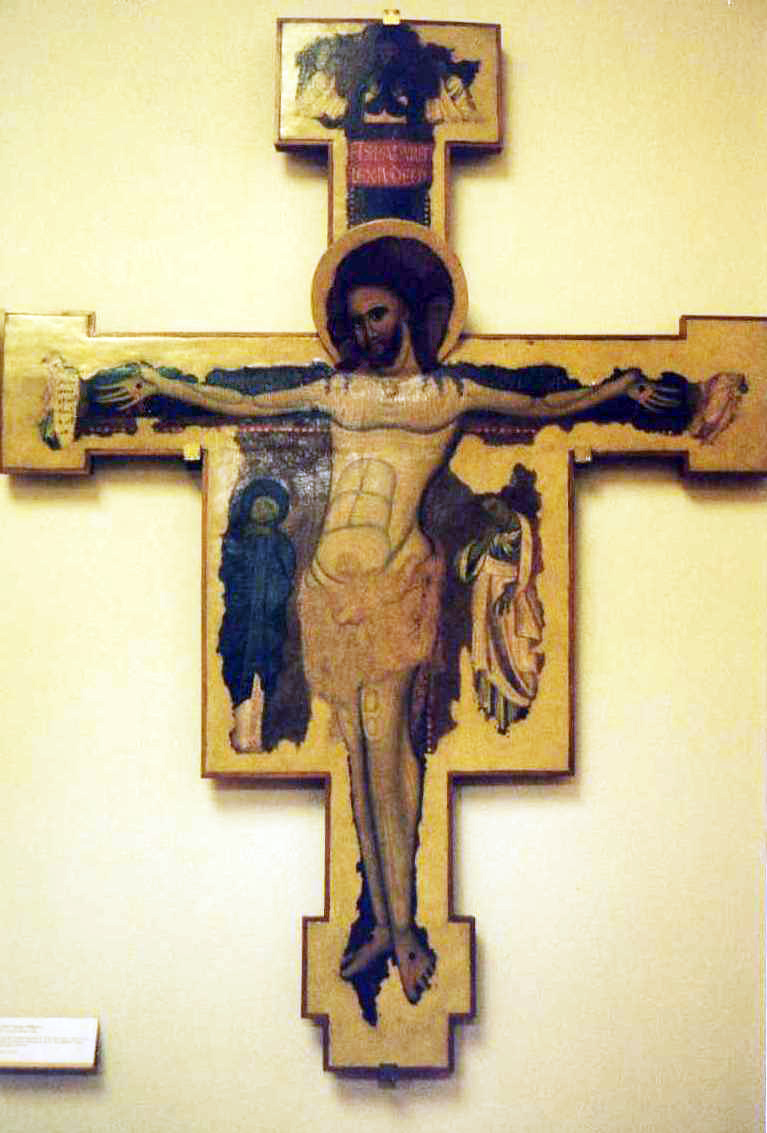
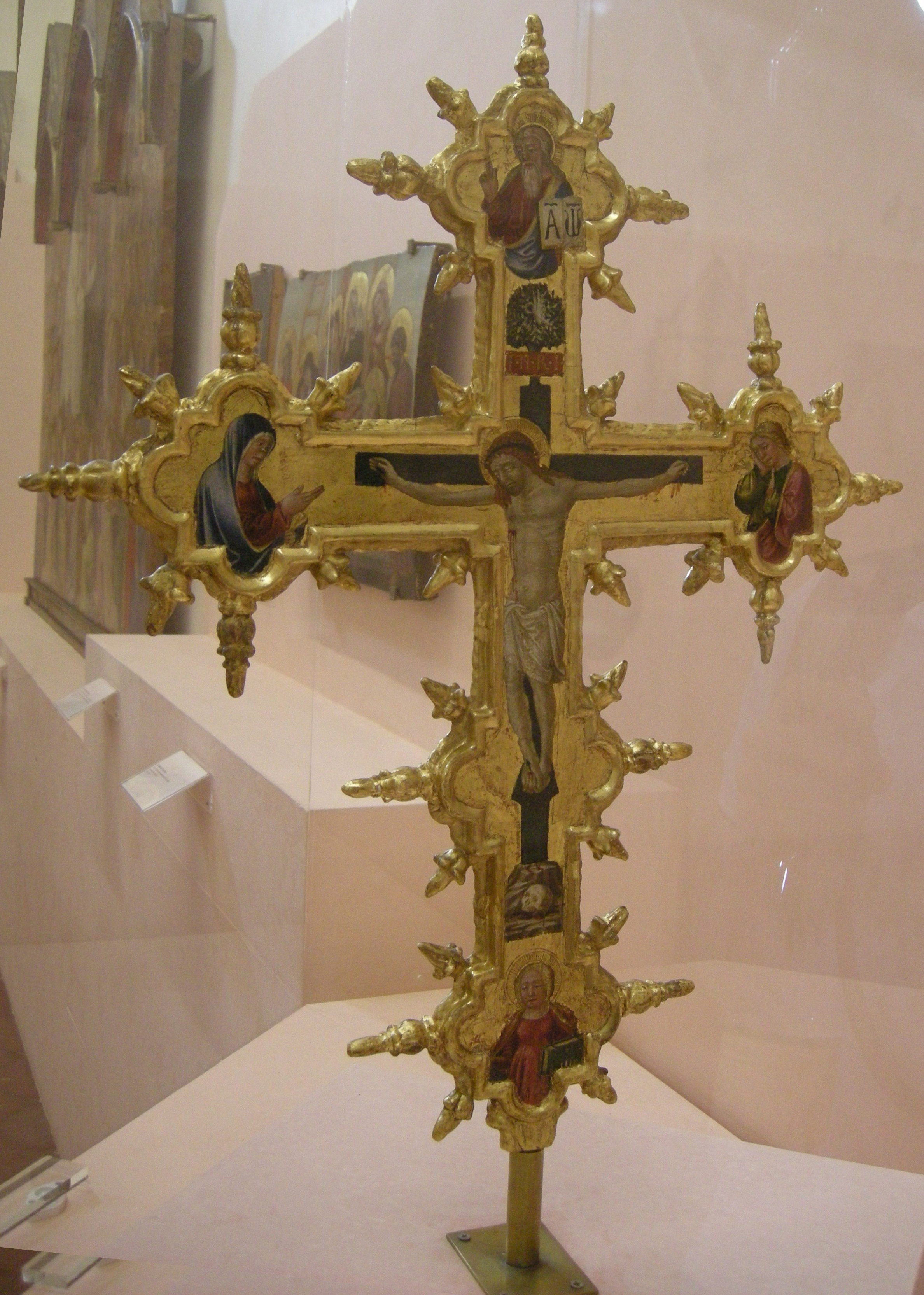
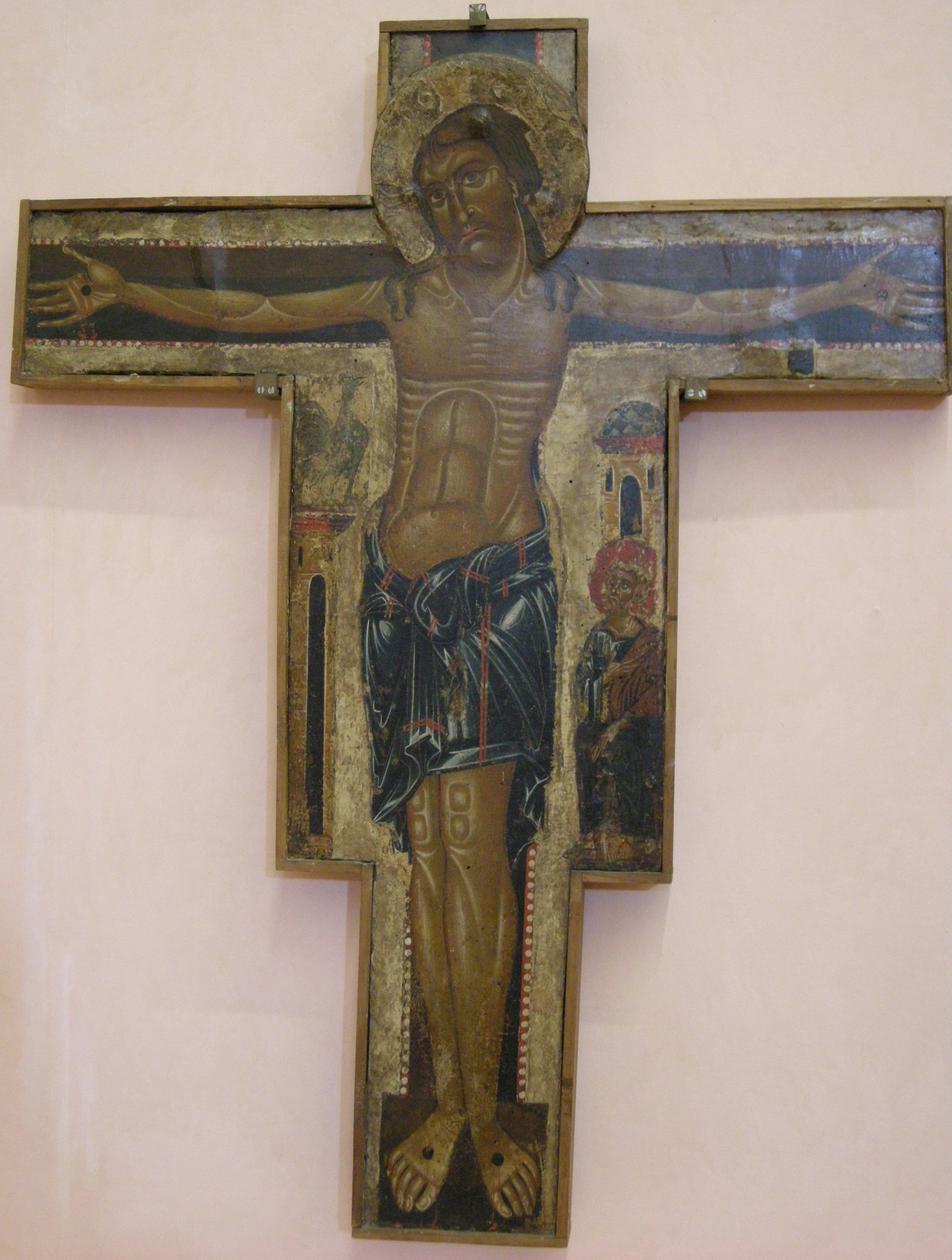

Peintures
- Maestro di Gagliano, crucifix peint, 1250-1260 circa
- Artiste vénitien, Crocifissione et Quattro santi e quattro sante col donatore, 1300-1325 circa
- Taddeo Gaddi, Quattro santi, 1335-1340 circa
- Maestro della Croce 434, Crocifisso con pentimento di Pietro, 1230-1240 env.,
- Cercle de Ristoro d'Arezzo, crucifix peint, dernier quart du XIIe siècle
- Bernardo Daddi, San Giovanni evangelista, 1335-1340
- Suiviste du Maestro della Santa Cecilia, Altarolo portatile con la Madonna col Bambino e altre scene, 1310-1315
- Taddeo Gaddi, Annunciazione, 1340-1345 circa
- Peintre siennois, Crocifissione et Madonna col Bambino, sante e angeli, 1325-1350 circa
- Nardo di Cione, Madonna del parto e un donatore, 1335-1360
- Maestro di San Polo in Chianti, Quattro pannelli con santi, 1345-1350
- Jacopo di Cione, Scomparti laterali di altarolo portatile, 1370-1375 circa
- Agnolo Gaddi, Madonna dell'Umiltà tra santi, 1380-1385
- Agnolo Gaddi, Pentecoste, 1390-1395
- Maestro dell'altare di San Niccolò, Due coppie di santi, 1355-1360 circa
- Maestro della predella dell'Ashmolean Museum, Crocifissione, 1365-1370
- Jacopo da Firenze, Madonna col Bambino e santi, 1390-1395
- Peintre florentin, Ritratto del vescovo Luigi Maria Strozzi?, prima metà del XVIII secolo
- Maestro di Sant'Ivo, San Taddeo?, 1410-1420 circa
- Jacopo di Mino del Pellicciaio, Angelo annunziante e Vergine annunciata, 1345 circa
- Maestro della predella dell'Ashmolean Museum, Natività, Viaggio dei Magi, Circoncisione, Strage degli Innocenti, 1381-1385

Autres œuvres
- Origine française, incoronazione dell'innamorato, ivoire, 1325-1350 circa
- Artiste de l'Italie centrale, Figura di santo martire, ivoire, XIe siècle
- Art byzantin, Arcangelo gabriele, steatite, XIIe siècle
- Atelier de Giotto, Cristo in pietà tra i dolenti, verre serti d'or et peint, 1305-1310
- Suiviste d'Andrea Orcagna, Madonna col Bambino, marbre, 1365-1375 circa

### Seconde salle
Peinture florentine de la seconde moitié du Trecento et début du XVe siècle.
- Giovanni di Nicola (attr.), Cristo in pietà tra le pie donne e santi, 1350 circa
- Lorenzo di Bicci, San Jacopo maggiore e san Nicola di Bari, 1395-1400
- Stefano di Antonio Vanni, Battesimo di san Pancrazio, Disputa di santa Caterina d'Alessandria, 1430-1435
- Bicci di Lorenzo, Gerarchie celesti (due frammenti), 1420-1425 circa
- Lippo d'Andrea, Due coppie di santi, 1430-1435 circa
- Lorenzo Monaco, Crocifissione consanti, 1420-1425 circa
- Giovanni del Ponte, Due coppie di santi, 1410-1415 circa
- Giovanni del Biondo, Incoronazione della Vergine, 1373
- École de Fra Angelico, Crocifissione e altre scene, 1435-1440 circa
- Domenico di Zanobi, Deposizione nel sepolcro, 1470-1475 circa
- Neri di Bicci, Croce astile dipinta, 1472-1475 circa
- Andrea di Giusto Manzini, Madonna col Bambino e dodici angeli, 1425-1430 circa
- Domenico di Michelino, Cristo in pietà tra i dolenti, 1450-1455 circa
- Maestro dei cassoni Campana, Incoronazione della Vergine e santi, 1515-1520 circa
- Jacopo del Sellaio, Quattro trionfi, 1480-1485 circa
- Neri di Bicci, Adorazione del bambino, 1470-1475 circa
- Jacopo del Sellaio, Santi nel deserto, 1485-1490 circa
- École de Rogier van der Weyden, Ecce Homo e astanti, 1440-1450 circa
- Bottega di Sandro Botticelli, Madonna col Bambino e un angelo, 1475-1480 circa

### Troisième salle
Collection de terracotta invetriata « alla robiana » de Bandini, sculptures en marbre et en stuc.
- Andrea della Robbia, Madonna in adorazione del Bambino tra due angeli, 1495 circa
- Andrea della Robbia, Effigie ideale di giovane, 1500 circa
- Luca della Robbia le Jeune, Effigie ideale di fanciullo, 1500-1510 circa
- Mattia della Robbia, Serafino, 1490-1500 circa
- Giovanni della Robbia (attr.), Due putti con festoni, 1490-1495 circa
- Giovanni della Robbia, Visitazione, 1517 circa
- Giovanni della Robbia, Maddalena penitente, 1505-1510 circa
- Giovanni della Robbia, Giovanni Battista fanciullo nel deserto, 1520 circa
- Girolamo della Robbia (attr.), San Francesco, 1510-1515 circa
- Giovanni della Robbia, Gesù Bambino benedicente in una mandorla, 1510-1520 circa
- Giovanni della Robbia, Due angeli in volo, 1515-1520 circa
- Atelier de Giovanni della Robbia, Acroteri a palmetta, 1515-1525 circa
- Atelier de Giovanni della Robbia, Cornice da specchio con ghirlanda, 1510-1520 circa
- Atelier de Giovanni della Robbia, Tre mazzi di frutta, 1500-1510 circa
- Benedetto Buglioni, Incontro di Gesù e Giovanni Battista fanciulli, 1500-1510 circa
- Benedetto Buglioni, Santo cavaliere, 1510-1520 circa
- Santi Buglioni, Sant'Agnese, 1510-1520 circa
- Giovanni Bandini (it) (attr.), Figura virile detta Autoritratto di Baccio Bandinelli con san Giovanni Evangelista, 1575-1580
- Suiviste de Francesco da Sangallo, Sacra Famiglia con sant'Anna, 1570-1600 circa
- Benedetto Buglioni e bottega, San Romolo e i suoi due compagni martiri, 1515-1520 circa
- Atelier de Giovanni della Robbia, San Pietro, 1520 circa
- Giambologna (attr.), Adorazione dei pastori, 1565-1570 circa

### Quatrième salle
Œuvres de la pleine Renaissance florentine.
- Suiviste de Perin del Vaga, Madonna col Bambino, 1530-1540 circa
- Luca Signorelli, Tondo Baduel, 1492-1500 circa
- Francesco Botticini, Madonna col Bambino tra santi, 1480
- Cercle de Fra Bartolomeo, Madonna col Bambino tra i santi Donatoe Giovanni Gualberto, 1500-1510 circa
- Sculpteur fiorentino, Due mensole con Elia e putti et due mensole frammentarie con san Pietro e putti (du baptistère de Florence), premier quart du XIVe siècle
- Suiviste de Benedetto da Maiano, Cristo Redentore, 1490-1500 circa